# Fortificações de Montreal

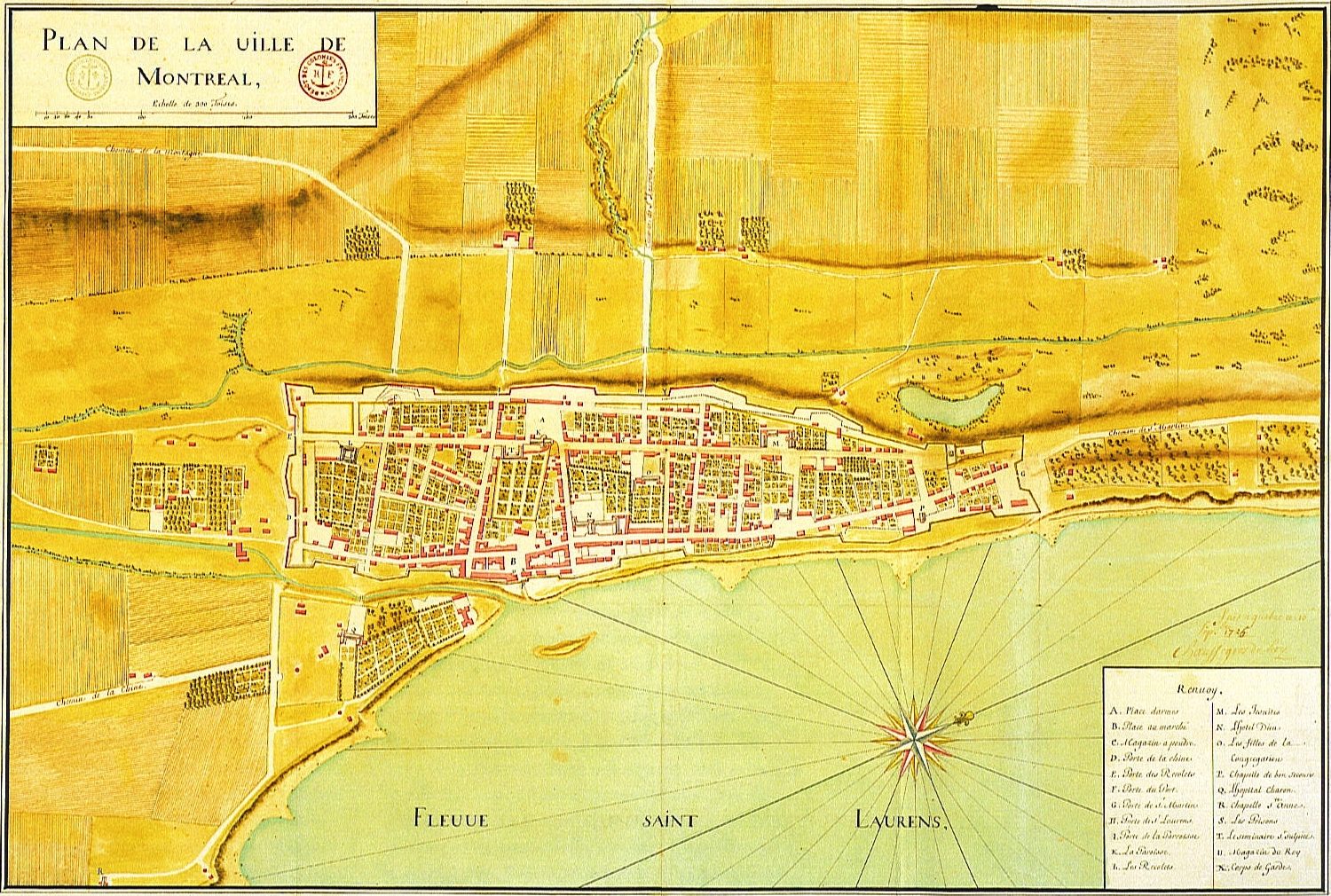
Gaspard-Joseph Chaussegros de Léry, engenheiro, mapa da cidade de Montreal, 10 de setembro de 1725. Pena e tinta sobre papel, 52 x 74 cm. Arquivos Nacionais (França), Centre des Archives d'Outre-mer, Aix-en-Provence, DFC, Amérique Septentrionale, número 475B.

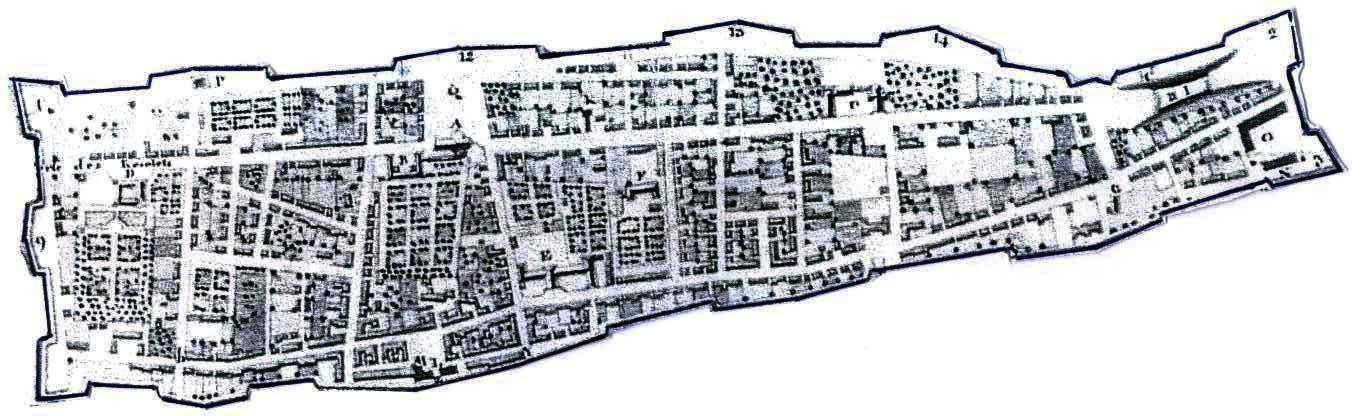
Découpage a partir do mapa de Louis Franquet de 1752.

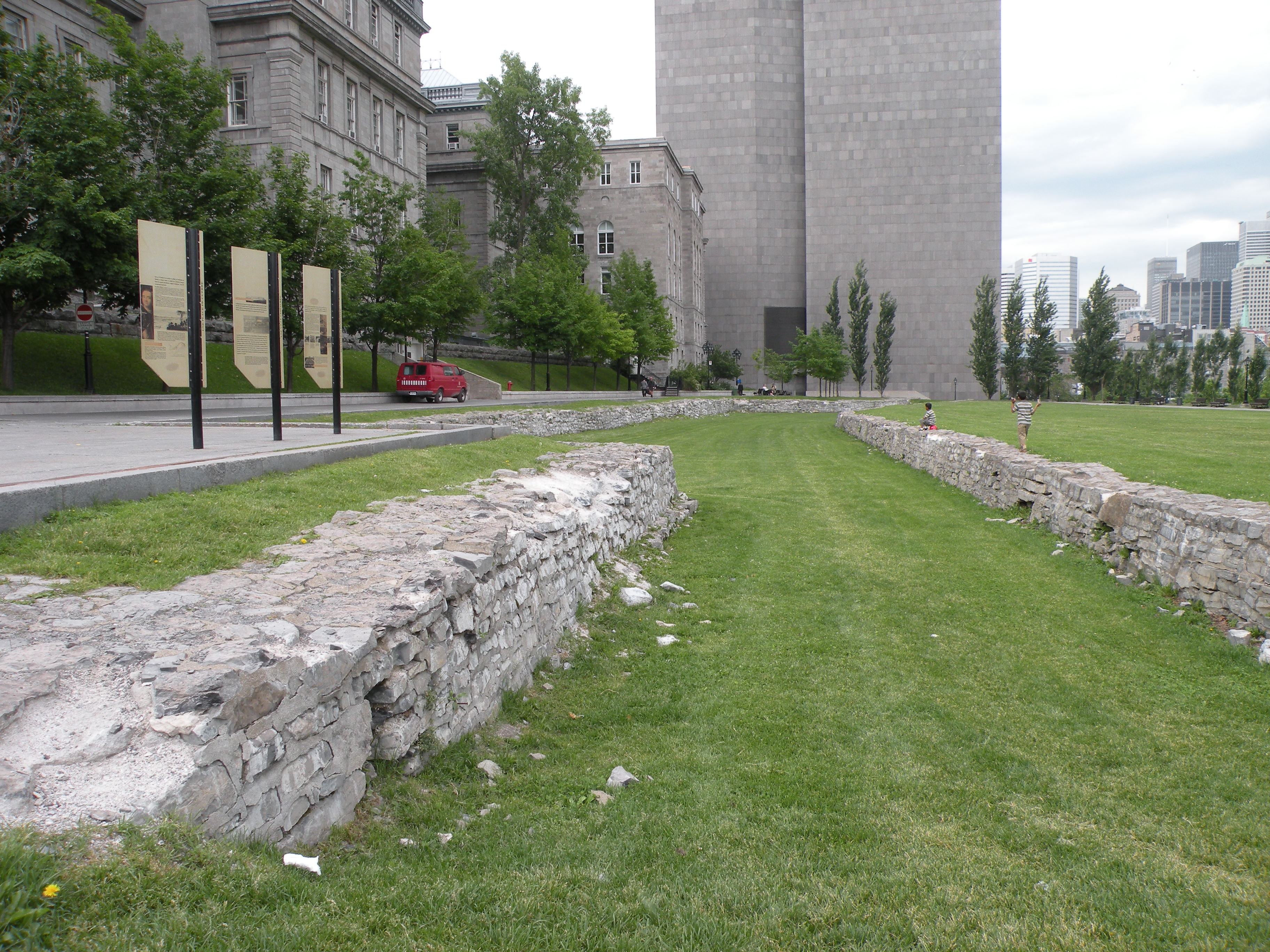
Fortificações de Montreal em 2009

As fortificações de Montreal, cujos vestígios visíveis estão no Champ-de-Mars, eram um meio de defesa da cidade à época da Nova França. Vieram substituir as paliçadas de madeira, à época já obsoletas.
Depois da Grande Paz de Montreal, a cidade não precisava mais temer um ataque dos Iroqueses, senão dos europeus. Com o rei inclinado a esta ideia, o intendente Michel Bégon de la Picardière publica uma lei em 1713 para a construção de um muro de pedra.
Gaspard-Joseph Chaussegros de Léry revisa em 1716 o projeto do engenheiro militar Boisberthelot de Beaucours (1662-1750), que não agradavam ao Conselho da Marinha. O Conselho aprova o novo projeto em 1718.
Sua construção foi concluída em 1744, ainda sob a supervisão de Chaussegros de Léry . As fortificações existiram até 1801, ano em que uma lei para remover os antigos muros e fortificações foi promulgado.